# أمي أقوى من أمك (برنامج)
إمي أقوى من إمك برنامج مسابقات متعلق بالطبخ مأخوذ عن نسخة البرنامج الشهير "My Mom Cooks Better Than Yours"

## فكرة البرنامج
ثلاثة ثنائيات مؤلفة إما من أمٍّ وابنها وإما من أمّ وابنتها. تتبارى الثنائيات كلّ على حدة بحيث على الابن أو الابنة أن يحضرا طبخةً من اختيار المعدّين على مرأى من الأمّ نفسها التي تكتفي بإعطاء التوجيهات في 25 دقيقة وهو وقتٌ ضيّق نسبيًا لإنتاج طبخة مكتملة ومطهوّة جيدًا، على أن يُسمح للأم بالدخول لمعاونة الابن أو الابنة، ولكنّ دخولها يكلفها مضاعفة سرعة الوقت وبالتالي خسارة مزيد من الثواني والدقائق.
تنتهي الدقائق الخمسة والعشرون ، يتذوق الشيف أنطوان وميشال الأطباق الثلاثة هذا إذا كانت تؤكل، وبناءً على ذلك يقرّر الشيف الطبق الأفضل والثنائي الفائز على أساسه.